# Nagórna
Nagórna (biał. Нагорнае, Nahornaje; ros. Нагорное, Nagornoje) – agromiasteczko na Białorusi, w obwodzie mińskim, w rejonie kleckim, w sielsowiecie Czerwona Gwiazda, przy drodze republikańskiej R43.
Współcześnie miejscowość obejmuje także dawną wieś Rohaczówka.

## Historia
W XIX i w początkach XX w. położona była w Rosji, w guberni mińskiej, w powiecie słuckim, w gminie Hrycewicze.
W dwudziestoleciu międzywojennym Nagórna oraz Rohaczówka leżały w Polsce, w województwie nowogródzkim, w powiecie nieświeskim, w gminie Hrycewicze. W 1921 Nagórna liczyła 321 mieszkańców, zamieszkałych w 55 budynkach, w tym 231 Białorusinów i 90 Polaków. 259 mieszkańców było wyznania prawosławnego, 35 rzymskokatolickiego i 27 mojżeszowego. Rohaczówka liczyła zaś 182 mieszkańców, zamieszkałych w 37 budynkach, w tym 102 Polaków i 80 Białorusinów. 133 mieszkańców było wyznania prawosławnego, 37 rzymskokatolickiego i 12 mojżeszowego.
Po II wojnie światowej w granicach Związku Sowieckiego. Od 1991 w niepodległej Białorusi.

## Religia
Siedziba parafii prawosławnej pw. Przemienienia Pańskiego z cerkwią z XVIII w. oraz dawniej parafii rzymskokatolickiej pw. Podwyższenia Krzyża Świętego z istniejącym kościołem z lat 30. XX w., obecnie będącym filią parafii w Klecku

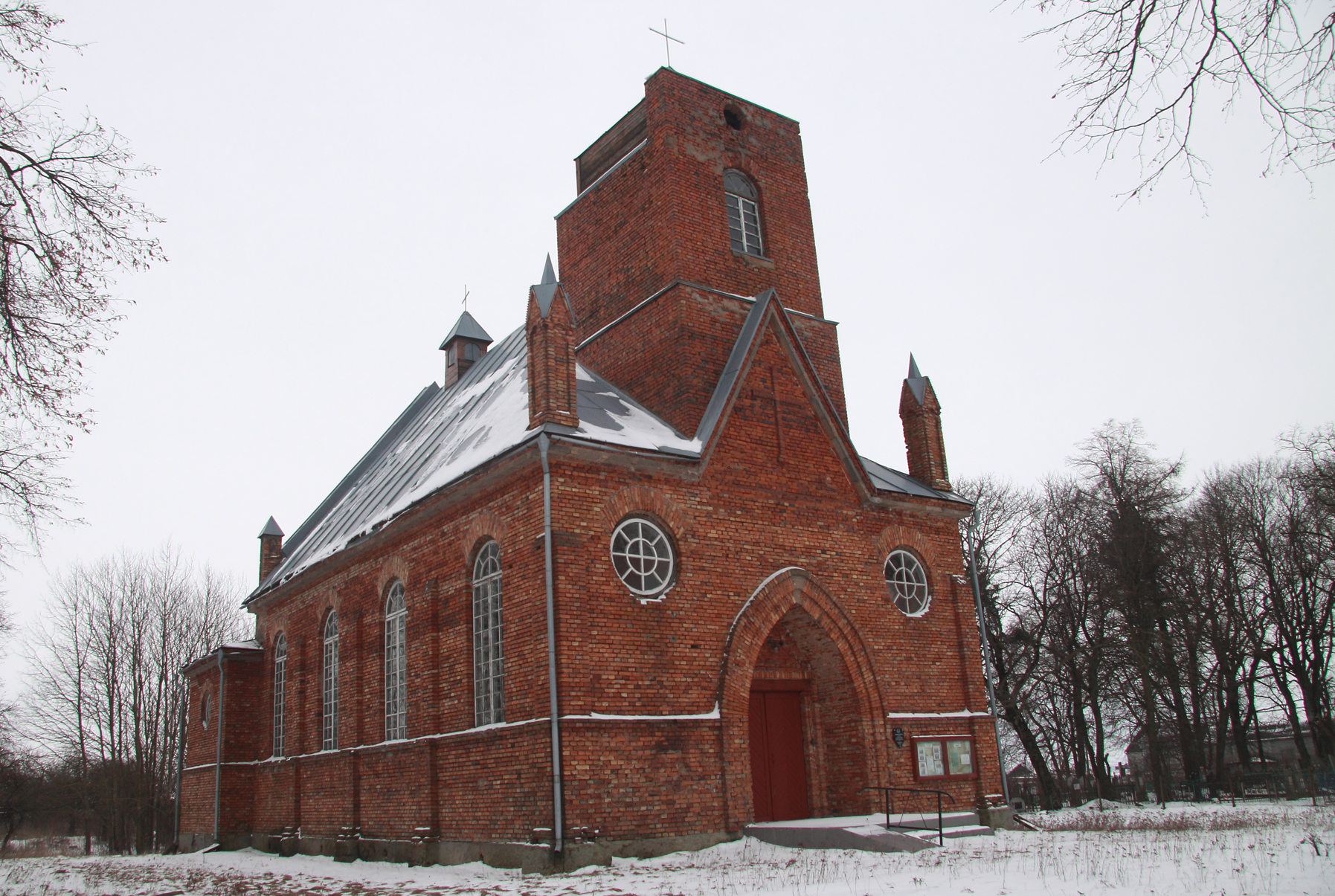
kościół katolicki
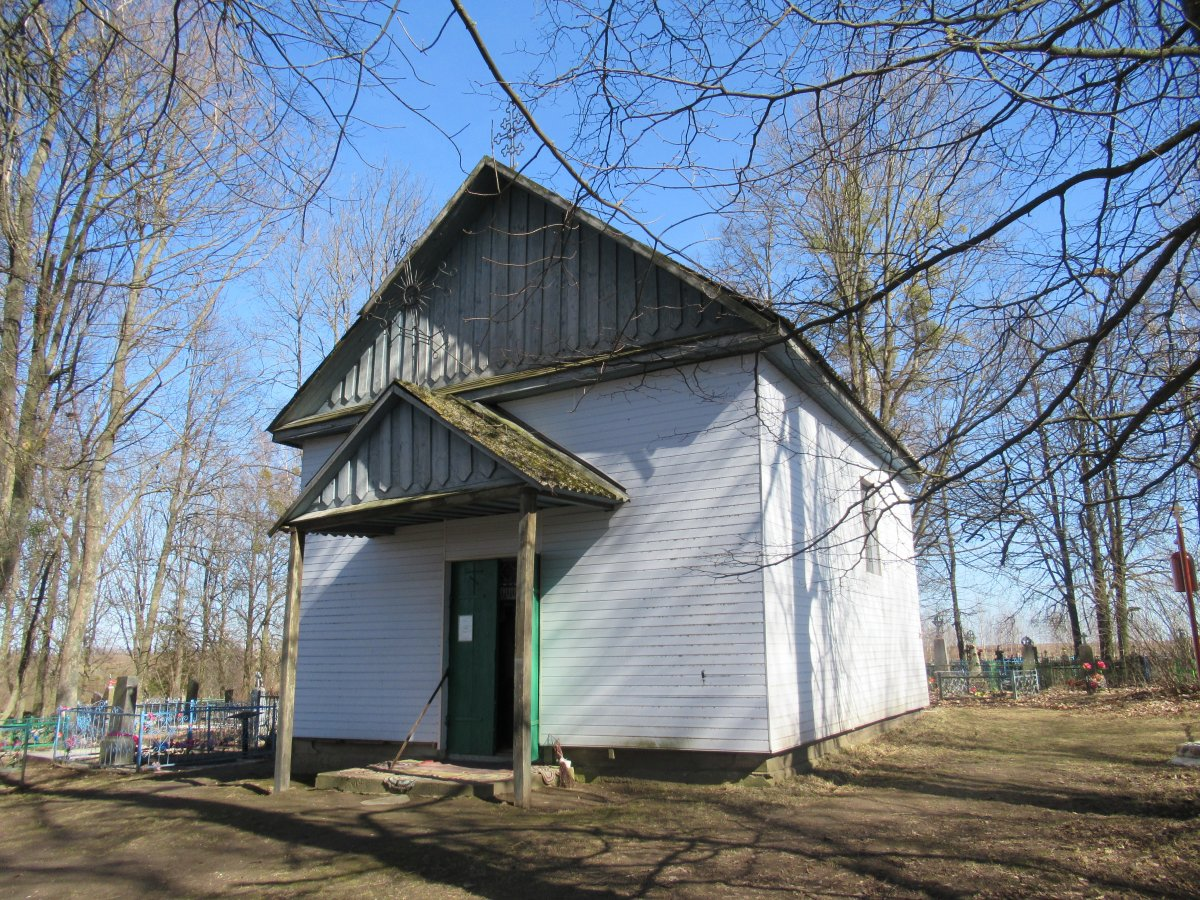
cerkiew prawosławna